# Корюковская трагедия

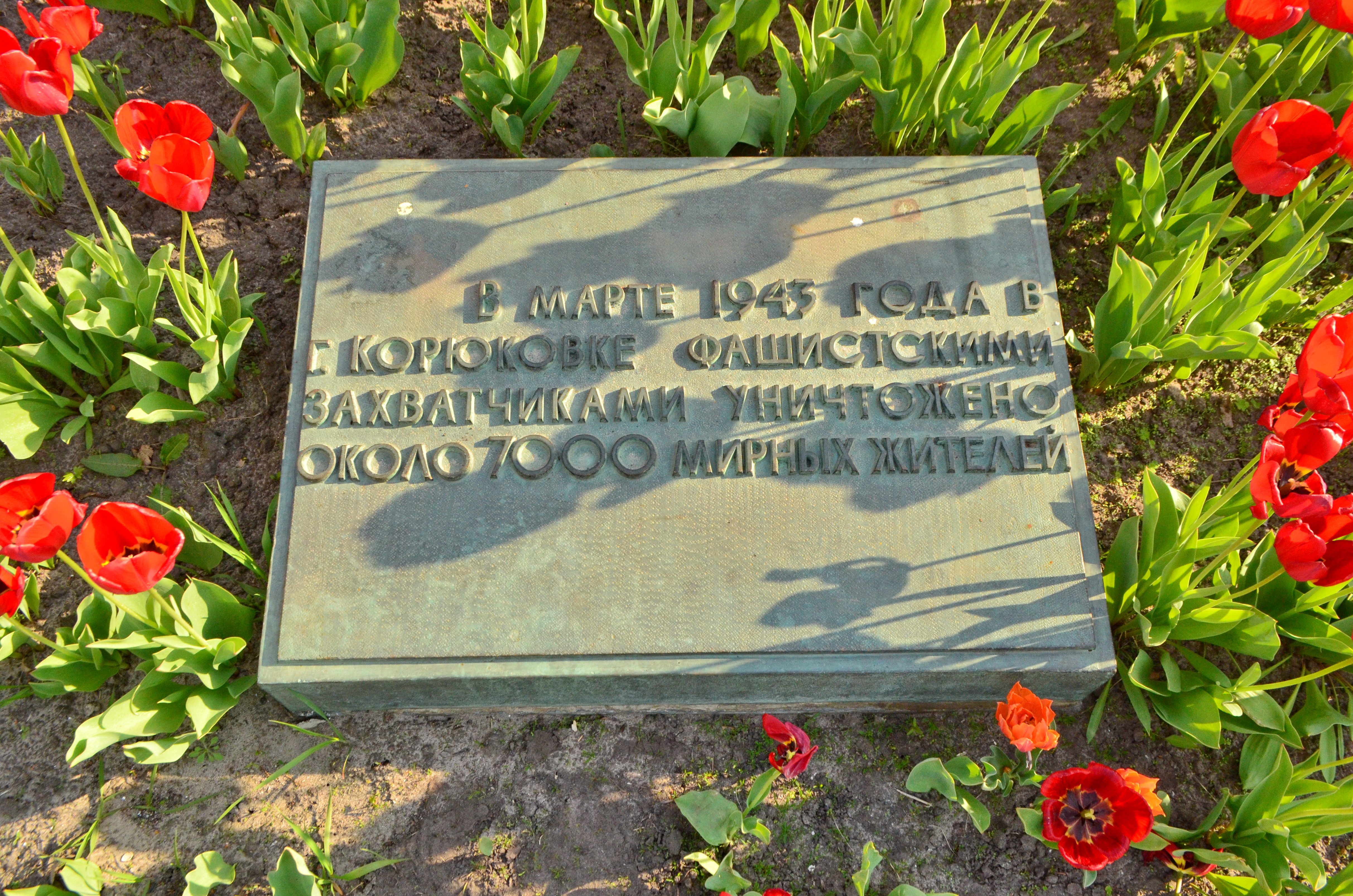
Памятная плита

Корюковская трагедия — массовое убийство мирного населения посёлка Корюковка Черниговской области, совершённое 1—2 марта 1943 года отрядами СС и солдатами венгерской 105-й легкой дивизии генерал-лейтенанта Золтана Йогана Алдя-Папа. В результате карательной акции погибло около 6700 человек, что в несколько раз больше известных массовых убийств в белорусской Хатыни, чешском Лидице и французском Орадуре и делает её самой масштабной во Второй мировой войне (исключая убийство в Бабьем Яру, где погибло от 70000 до 200000 человек).

## История

### Партизанская акция по освобождению заложников-смертников
В окрестностях оккупированной Корюковки с сентября 1941 года зародилось организованное партизанское движение, которое возглавил Алексей Фёдоров, будущий командир Черниговско-Волынского партизанского соединения, дважды Герой Советского Союза. Население городка поддерживало активную связь с партизанским движением. В феврале 1943 года партизаны Фёдорова вернулись на Черниговщину с Брянщины и разместились в лесах на Каменском хуторе. В ответ на сбор продуктов по сёлам, оккупанты сожгли ряд населённых пунктов и арестовали членов семей партизан. Десятки женщин и детей ожидали казни. В отсутствие Фёдорова, который пребывал в Москве, командир взвода Феодосий Ступак решил освободить заложников, в числе которых были двое его сыновей 12 и 13 лет, которые после расстрела матери также ожидали смерти. В ночь на 27 февраля партизаны разгромили гарнизон Корюковки, который состоял главным образом из венгерских солдат. Было освобождено 97 заложников, совершены диверсии на железнодорожной станции, подорваны мастерские, склад горючего.

### Карательная акция
Утром 1 марта карательный отряд окружил деревню и принялся истреблять мирное население. Под предлогом проверки документов людей сгоняли в клубы, школы и церкви, после чего партиями по 50—100 человек расстреливали, невзирая на пол и возраст. 2 марта забитые трупами дома начали поджигать, но убийства продолжались. Каратели прочёсывали деревню, хватали людей и живьём бросали в горящие избы. К концу дня 2 марта Корюковка почти полностью сгорела.
Уцелевшие корюковчане спрятались или бежали в лес. Часть из них, в основном пожилые люди, через несколько дней вернулись. Но 9 марта каратели снова появились. Старых выгнали из домов, завели в сарай, облили керосином и сожгли. Людей затолкали на заводе в печь для обжига кирпича и подожгли. Как показало расследование и экспертизы областной комиссии по расследованию злодеяний немецко-фашистских захватчиков в Корюковке, за два дня оккупанты и их помощники-полицаи зверски уничтожили по меньшей мере 6700 человек, причём 5612 тел остались неопознанными.
Судмедэксперты установили, что смерть была причинена «путём расстрела из автомата, расстрела из станкового пулемёта, физического насилия тупым оружием с раздроблением костей черепа и позвоночного столба в шейной области, сжиганием живых людей». Из 1300 зданий уцелело десять.
Согласно официальным данным, в начале 1943 года соединение первого секретаря Черниговского обкома КП(б)У, Героя Советского Союза А. Фёдорова насчитывало 12 отрядов общей численностью 5,5 тысяч бойцов, большинство из них базировалась неподалёку от Корюковки, в соседних сёлах.
Украинские историки С. Павленко и С. Бутко считают, что партизаны могли спасти хотя бы часть жителей Корюковки от смерти, однако умышленно не сделали этого. По расчётам историков, количество гитлеровцев, командированных на «акцию возмездия», составляло примерно 300—500 человек. «Не было команды. Мы только наблюдали», — говорил после войны один из партизан.

## Исполнители

### По данным архивов ФСБ
Согласно данным Центрального архива Федеральной службы безопасности Российской Федерации (ФСБ РФ) переданным 28 декабря 2012 года Украинскому институту национальной памяти (УИНП) начальником Управления регистрации и архивных фондов ФСБ РФ Василием Христофоровым и опубликованным заместителем директора по научным вопросам УИНП Дмитрием Веденеевым, массовые расстрелы мирного населения, уничтожение населённых пунктов Черниговщины, другие военные преступления и бесчинства на территории области с октября 1942 года по сентябрь 1943 года производили военнослужащие венгерской 105-й лёгкой дивизии из состава Восточной оккупационной группы войск по указаниям командующего группой генерал-лейтенанта Алдя-Папа Золтана Йогана, 1895 года рождения, уроженца Будапешта. Карательная акция в Корюковке была произведена по приказу начальника штаба 399-й главной полевой комендатуры Баера Бруно Франца, 1888 года рождения, родом из немецкого города Касселя.
Генерал Алдя-Пап находился в заключении в СССР до 1955 года. Корюковская трагедия была одним из пунктов его обвинения на Черниговском судебном процессе, однако смертная казнь в то время была отменена. После освобождения стал священником протестантской Свободной христианской церкви и эмигрировал, проповедовал в Азии. В конце жизни ослеп и жил в Нидерландах в богадельне Теософского общества.